# 延乌郎细乌女
延乌郎与细乌女是朝鲜半岛新罗时期的一个传说故事，收录于《三国遗事》、《新罗殊异传》和《日本书纪》。故事的两位主人公延乌郎和细乌女是一对光明神的化身，他们不但用自己的一片热情建设了日本，还恢复了自己祖国人民的幸福。“贵妃库”和“迎日县”的名称来源于此故事。:53-54

## 故事梗概
阿达罗尼师今即位四年（公元157年），新罗东海沿岸生活着延乌郎和细乌女一对夫妻。一日，延乌郎在海上捕捞归来，无意间被浮岩载到日本。日本国人见之曰：“此非常人也”，并拥立他为王。细乌女见延乌郎出海不归，来到海边寻找。看到浮岩上丈夫拖下的鞋子，她登上了浮岩，后也被浮岩载到日本。日本国人见之惊讶，把她献于国王延乌郎。夫妻二人得以重逢，细乌女被立为贵妃。不过，夫妻二人离开新罗后，新罗的日月昏暗，天地无光。人们发现原来延乌郎和细乌女是日精和月精。新罗人于是派使者前往日本,准备将二神请回国。不过，延乌郎认为他来日本是天神的旨意，暂不能回国。他把细乌女所织的美绡送给来使，说以此祭天即可见光明。来使回国如是照办后，新罗日月光明如初。:53-54